# Phoebe nivea
Phoebe nivea là một loài bọ cánh cứng trong họ Cerambycidae.